# اسفرودیت
اسفرودیت (به انگلیسی spheroidite) به یک ماده میکروسکوپی در بعضی از فولادها اشاره دارد که از ذرات سیمان شکل کروی در ماتریس آلفا فریت تشکیل شده‌است. اسفرودیت نوعی فولاد با کیفیت‌ و سبک‌ در سطح مولکولی دانه است. هدف از آن این است که فولادهای کربن بالاتری را نرم و سازنده تر کند. ساختارهای اسفرودیتی دارای سختی بالاتر و سختی کمتر از سازه‌های پرلیتی است؛ بنابراین، فلزات با اسفرودیت در فرایندهای کارسرد بهتر عمل می‌کنند. اسفرودیت زمانی تشکیل می‌شود که فولاد کربن تا حدود ۷۰۰ درجه سانتیگراد برای بیش از ۳۰ ساعت گرم شود. اسفرودیت می‌تواند در دمای پایین‌تر شکل بگیرد اما زمان مورد نیاز به‌طور قابل توجهی افزایش می‌یابد، زیرا این یک فرایند کنترل پخش است. نتیجه ساختار میله‌ها یا حوزه‌های سیمانی در ساختار اولیه (فریت یا پرلیت، بسته به اینکه کدام طرف از یوتکتویید شما وجود دارد) است. هدف این است که فولادهای کربن بالاتر را ملایم کنید و امکان شکل‌گیری بیشتر را فراهم آورید. اسفرودیت، نرم ترین ورق فولاد است.

## خواص مکانیکی
خواص کششی چهار فولاد به عنوان یک تابع کمی از ابعاد اندازه‌گیری سازه‌های سنگدانه پرلیت و اسفرودیت و درجه تجزیه آستنیت برای ساختارهای پرلیت و بینایت تعیین شده‌است. مطالعات اثر مجدد در ارتباط با اندازه‌گیری دمای واکنش انجام شده‌است. شاخص‌های قدرت (تنش درتناظر کرنش، استحکام کششی، سختی) به‌طور خطی با دمای واکنش و لگاریتم ابعاد دانه تفاوت دارند. مخلوطی از پرلیت و بینایت با قدرت متوسط هستند. شاخص‌های انعطاف‌پذیری برای ساختارهای مخلوط، پرلیت‌های درشت و بینایت با دمای کم هستند و بالاتر برای بینایت و پرلیت در وسط محدوده دما واکنش برای هرکدام است. مشاهده شده‌است که نمونه‌های یکتویید اسفرودیت دارای نقطه عملکرد معمولی فولاد ملایم هستند. نمونه‌های پرلیتی از همان قدرت کششی نیستند. فاصله‌ای از پرلیت نشان داده شده‌است متناسب با ضریب انتشار کربن در آستنیت، لگاریتم توزیع فاصله به عنوان یک خط مستقیم در برابر متقابل درجه حرارت مطلق واکنش، با شیب مشابه به عنوان یک طرح مشابه برای ضریب انتشار است. به همین دلیل نتیجه‌گیری می‌شود که اندازه‌گیری فاصله در یک درجه حرارت، محاسبه آن را با استفاده از انرژی اندازه‌گیری فعال برای انتشار کربن در فولاد مجاز می‌کند. بر طبق این مطالعات، قاعد دهی قدرت برای سنگدانه‌ها به شرح زیر است: مقاومت در برابر تغییر شکل فلزی متشکل از یک فاز سخت پراکنده در یک نرمتر، متناسب با لگاریتم متوسط مسیر مستقیم از طریق فاز پیوسته‌است. این قانون برای مقایسه خواص پریلیت و اسفرودیت و همچنین برای پرلیت به تنهایی در طیف گسترده‌ای از فاصله‌ها عمل می‌کند و به اندازه ذره‌های معقول برای بهترین اسفرودیت‌ها (مارتنزیت ملایم) کمک می‌کند. یک توضیح ساده از شخصیتود د نیمه گرمسیری رابطه وجارد.

## کروی کردن (spheroidize)
انعطاف پذیرترین و نرم‌ترین شرایط در هر فولاد مربوط به میکروساختاری شامل سمانتیت کروی توزیع شده به‌طور یکنواخت در زمینه فریتی می‌شود. انعطاف‌پذیری زیاد این ریز ساختار مستقیماً مربوط به زمینه کاملاً یکنواخت و پیوسته فریتی می‌شود. لازم به اشاره است که در پرلیت لایه‌های سمانتیت باعث نا پیوستگی و تقسیم زمینه فریتی شده و در نتیجه تغییر شکل را به‌طور مؤثری کاهش می‌دهد؛ بنابراین در مقایسه با ساختار کروی، انعطاف‌پذیری ساختار پرلیت کمتر و سختی آن بیشتر است. انعطاف‌پذیری بسیار خوب فولادهای کم کربن و کربن متوسط با سمانتیت کروی از این نظر اهمیت دارد که این فولادها اغلب توسط کار سرد شکل می‌گیرند. از طرف دیگر از آنجایی که ساخت قطعات از جنس فولادهای پرکربن اغلب نیاز به ماشین کاری زیاد دارند، سختی کم ریزساختار سمانتیت کروی این فولادها اهمیت قابل ملاحظه‌ای دارد. سمانتیت کروی پایدارترین ریز ساختار موجود در فولادهاست که با حرارت دادن فولاد در مدت زمان مناسب به دست می‌آید. از آنجایی که کروی کردن سمانتیت مستلزم نفوذ است، دما و زمان عملیات باید طوری انتخاب شود که نفوذ به بهترین وجه انجام گرفته و در نتیجه در کوتاهترین مدت بیشترین درصد سمانتیت کروی شود. آهنگ کروی شدن سمانتیت بستگی به میکروساختار اولیه فولاد و همچنین نحوه عملیات حرارتی کروی کردن دارد. از نظر میکروساختاری، پرلیت بیشترین زمان را برای کروی شدن نیاز دارد و در بین ریز ساختارهای مختلف پرلیتی زمان لازم برای کروی شدن به ترتیب از پرلیت خشن به پرلیت متوسط و سپس پرلیت ظریف کاهش می‌یابد.
```
مهم‌ترین روش‌های عملیات حرارتی کروی کردن عبارتند از:
```

1. حرارت دادن فولاد تا درست زیر دمای Ac1، نگه داشتن برای مدت زمان کافی جهت کروی شدن و سپس سرد کردن آن در هوا تا دمای اتاق.
2. حرارت دادن فولاد تا ناحیه دو فازی بینAc3-Ac1 برای فولادهای هیپویوتکتویید یا بین Acm-Ac برای فولادهای هایپریوتکتویید به منظور آستنیته کردن جزئی، سرد کردن آهسته تا زیر دمای Ar1، نگه داشتن برای مدت زمان کافی جهت کروی شدن و سپس سرد کردن در هوا تا دمای اتاق.
3. حرارت دادن فولاد تا بالای دمای Ac1 و آستنیته کردن جزئی، سرد کردن تا زیر دمای Ar1 و نگه داشتن برای مدت زمانی در حدود ۳۰ دقیقه، گرم کردن مجدد تا بالای Ac1 و تکرار عملیات تا اینکه ریزساختاری با سمنتیت کاملاً کروی شده به دست آید. پس از کروی شدن سمنتیت، قطعه را تا دمای اتاق در هوا سرد می‌کنند. پس از پایان سیکل عملیات حرارتی کروی کردن، آهنگ سرد شدن تا دمای اتاق اثری بر روی درصد سمنتیت کروی یا ساختار زمینه ندارد ولی، ترجیح داده می‌شود که قطعات در کوره یا در هوا سرد شوند.

از آنجایی که در روش‌های دوم و سوم فولاد به‌طور جزئی آستنیته می‌شود، تجزیه و شکسته شدن لایه‌های سمنتیت تسریع شده و بنابراین انتظار می‌رود که کروی شدن فولادهای پرلیتی سریع تر از روش اول باشد. در روش سوم، فولاد متناوباً در حوالی دمای Ac1 گرم و سرد می‌شود. در حقیقت هر بار که فولاد به ناحیه دو فازی می‌رسد، عمدتاً لایه‌های سمنتیت حل شده و با سرد شدن فولاد در زیر دمای Ar1 به کره‌های سمنتیت افزوده می‌شود؛ بنابراین می‌توان نتیجه گرفت که کروی شدن فولادهای پرلیتی توسط روش سوم سریع تر از روش دوم است. علت حل شدن سمنتیت لایه‌ای در ضمن گرم کردن و راسب شدن آن بر روی کره‌های سمنتیت در ضمن سرد کردن، مربوط به انرژی آزاد سطحی آن‌ها می‌شود. از آنجایی که انرژی آزاد سطحی لایه‌ها بیشتر از انرژی آزاد سطحی کره‌های سمنتیت است، تمایل لایه‌ها به حل شدن بیشتر بوده و در عوض کره‌های سمنتیت که پایدارترند محل‌های مناسب برای راسب شدن سمنتیت در ضمن سرد شدن فولادند. در روش‌های دوم و سوم، دمای آستنیته کردن باید به همان گستره دمایی کروی کردن محدود شود. هر چه دمای آستنیته کردن پایین‌تر باشد ریزساختار آستنیت حاصل ناهمگن تر و ذرات سمنتیت حل نشده در آن بیشتر است. از آنجایی که ذرات سمنتیت حل نشده به عنوان جوانه‌های اولیه برای تشکیل سمنتیت کروی عمل می‌کنند هر چه تعداد آن‌ها بیشتر باشد (دمای آستنیته کردن پایین‌تر باشد)، تشکیل ساختار با سمنتیت کروی سریع تر خواهد بود. به علت بالا بودن دمای آستنیته کردن، میکروساختار آستنیت حاصل از یکنواختی نسبتاً خوبی برخوردار بوده و عاری از کاربیدهای حل نشده‌است. این شرایط تشکیل سمنتیت کروی را محدود و در عوض زمینه را برای تشکیل پرلیت مناسب تر می‌کند. از آنجایی که عملیات کروی شدن مستلزم تجزیه و انحلال جزئی سمنتیت لایه‌ای و سپس راسب شدن آن بر روی کره‌های سمنتیت است، نفوذ کربن در فاز فریت نقش مهمی را در این رابطه بازی می‌کند. بدین صورت که، هر چه آهنگ نفوذ کربن زیادتر شود، کروی شدن نیز سریع تر می‌شود. به‌طور کلی، عناصر آلیاژی آهنگ نفوذ کربن در فاز فریت را کاهش می‌دهند و بنابراین عملیات کروی شدن را به تعویق می‌اندازند. از آنجایی که رشد کاربیدهای آلیاژی مستلزم نفوذ عناصر آلیاژی کاربید ساز است و نفوذ این عناصر در مقایسه با کربن بسیار آهسته‌تر است، بنابراین وجود عناصر آلیاژی کاربید ساز کروی شدن را به‌طور قابل ملاحظه‌ای کاهش می‌دهد.